# Chromeurytoma silvae
Chromeurytoma silvae är en stekelart som först beskrevs av Girault 1921.  Chromeurytoma silvae ingår i släktet Chromeurytoma och familjen puppglanssteklar. Inga underarter finns listade i Catalogue of Life.